# Max Christian Feiler

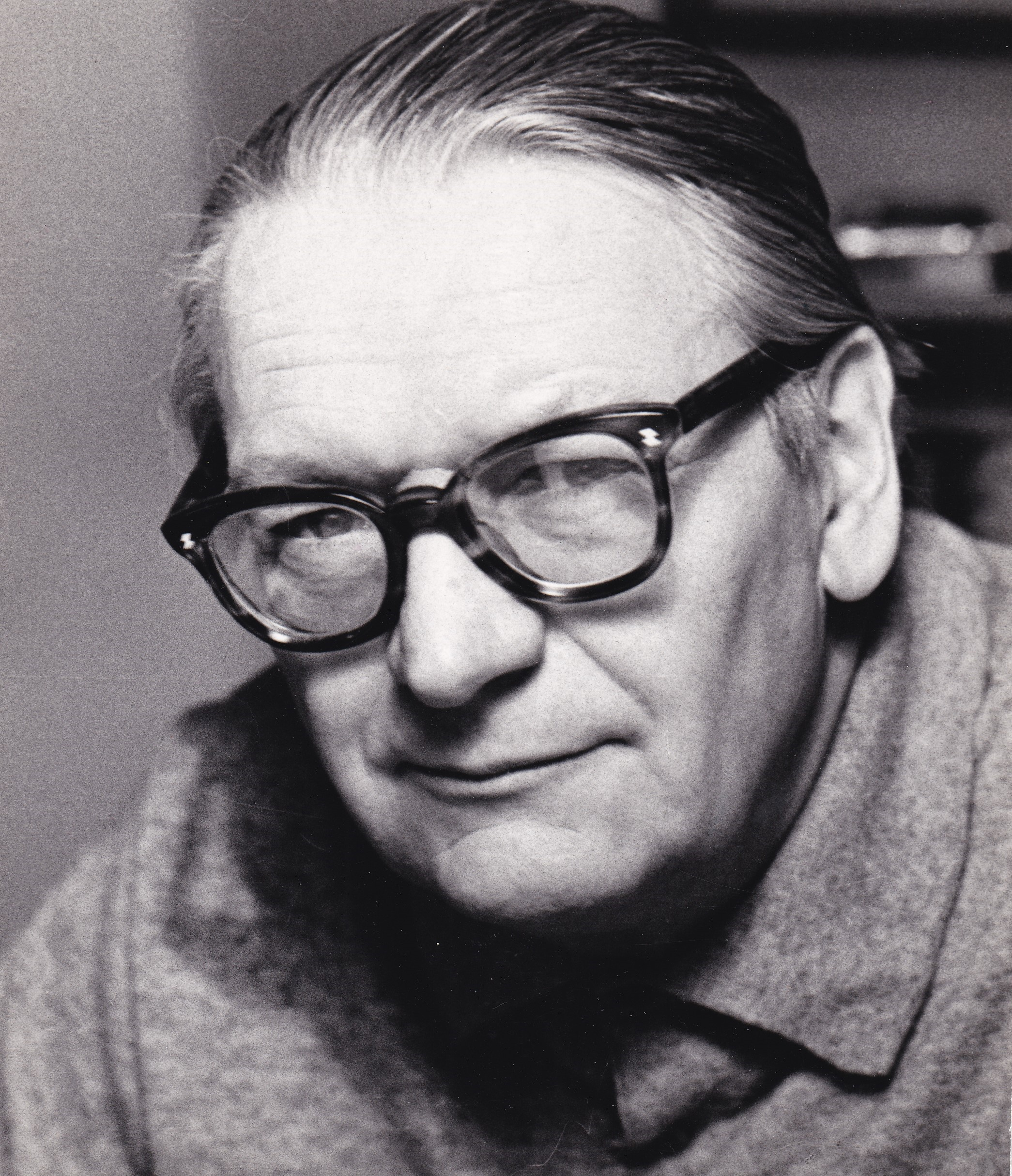
Max Christian Feiler, ca. 1965

Max Christian Feiler (* 8. September 1904 in Traunstein; † 11. Dezember 1973 in München) war ein deutscher Musiker, Schriftsteller, Theatermusiker, Theaterautor und Theaterkritiker.

## Leben

### Ausbildung
Max Christian Feiler wurde als zweiter Sohn des Bahnbeamten Paul Feiler und dessen Ehefrau Margarete in Traunstein geboren. Seine Volks- und Realschulzeit verbrachte er in München. Eine kaufmännische Ausbildung brach er ab und begann 1925 ein Studium an der Akademie der Tonkunst in München, welches er im Jahr 1927 mit der Reifeprüfung in der Klaviermeisterklasse abschloss und 1929 mit der Reifeprüfung für Dirigieren.

### Beruflicher Werdegang bis 1945
Von 1929 bis 1930 war er Konzertpianist und musikalischer Leiter an der Münchner „Theaterschule Professor Willi Wirk“. Von 1930 bis 1935 arbeitete er als Theaterkapellmeister und Chordirektor am Landestheater Coburg. Das vielseitige Programm umfasste Chorwerke, Opern, Operetten, Oratorien und Konzerte. Er war ständiger Mitarbeiter an der dortigen Theaterzeitung. Nachdem sein Vertrag am Landestheater 1935 aus politischen Gründen nicht verlängert worden war (zwei Jahre Briefüberwachung), zog er nach Berlin, wo er von Konzertbegleitung, Klavierstunden und Korrepetieren lebte. Dort lernte er auch seine Ehefrau kennen. Von 1936 bis 1941 hatte er die künstlerische Leitung im Orchester Berliner Musikfreunde inne.
Ab 1937 arbeitete er als Lehrer am Städtischen Konservatorium Berlin in Opern- und Kapellmeisterklassen. Gleichzeitig hatte Feiler angefangen, als freier Schriftsteller für Theater und Film zu arbeiten. Er heiratete 1939 Elisabeth Lilly von Andreae und bekam 1942 eine Tochter. Ab 1940 stand er im Vertragsverhältnis mit Filmfirmen, wie UFA, Terra Film und Bavaria Film. Als diese Tätigkeit 1940 immer umfangreicher wurde, legte er auf eigenen Wunsch seine Lehrtätigkeit am Konservatorium nieder und gab auch weniger Konzerte, um sich ganz dem Schreiben zu widmen. Mit seinen beiden Stücken „Die sechste Frau“ (Uraufführung 1939) und „Kleopatra II“ (UA 1940) hatte er großen Erfolg, bis die NS-Machthaber weitere Aufführungen im März 1941 verboten.
1944 wurde Feiler noch zum Wehrdienst eingezogen, zuerst als Funker in Berlin, dann als Bodenpersonal bei den Fliegern in Stendal und München bis zum Kriegsende.

### Werdegang nach 1945
Ab 1946 war er wieder als freier Schriftsteller tätig und arbeitete an Theaterstücken und Filmdrehbüchern, z. B. zum Rühmann–Film Der Herr vom andern Stern zusammen mit Werner Illing, sowie an Essays, Glossen, Artikeln für Die Neue Zeitung – aufgefordert durch Erich Kästner – und für den Münchner Merkur. Ab 1948 war Feiler Feuilletonredakteur und Theaterkritiker beim Münchner Merkur.
1958 kündigte er seine feste Anstellung am Münchner Merkur zum Ende der Spielzeit, um wieder frei und unabhängig an eigenen Stoffen zu schreiben, vor allem aber an einem umfangreichen Sammelwerk über Fragen der Dramaturgie. Als passionierter Theatergänger besuchte er weiter regelmäßig die Theaterpremieren und Konzerte.
Ab 1967 schrieb er wieder zunehmend mehr Artikel, Essays und Glossen (u. a. für Epoca, Münchner Merkur, Theater Rundschau) sowie Referate und Artikel für die Deutsche Journalistenschule in München. 1969 gestaltete er zwei Einakter mit Musik von Jacques Offenbach (zu dessen 150. Geburtstag): Die klassische Witwe und Eine Frau von heute. Beides in Zusammenarbeit mit Bernhard Thieme und Bert Grund.

### Letzte Jahre
1970 wurde bei Feiler eine Amyotrophische Lateralsklerose (ALS) diagnostiziert, eine schwere, zunehmende Lähmungserkrankung, die ihn zuerst in den Rollstuhl zwang, ihm dann die Sprache nahm, ihn aber bis zuletzt – wenn auch sehr mühsam – die rechte Hand gebrauchen ließ. Unter diesen Voraussetzungen schrieb er noch TV- und Schallplattenkritiken sowie Besprechungen. Seine letzte war die über das Verdi–Requiem in der Toscanini Edition.
Vor allem aber lag ihm das Abschließen und Vervollständigen seiner Dramaturgie am Herzen, was ihn bei seinem selbstkritischen Bedürfnis des Feilens sehr unter Druck setzte – ein Wettlauf mit der Zeit. Im ständigen Bemühen zu reduzieren und zu verdichten entstand das Büchlein Die Logik des Theaters (Bruckmann Verlag 1974): 350 scheinbar mit leichter Hand hingeworfene, aphoristisch gefasste Mini–Essays über die Eigengesetzlichkeit des Theaters. Armin Eichholz schrieb 1984 zu Feilers 80. Geburtstag im Münchner Merkur über das Buch: „Wer es heute liest, muss sich wundern, daß es nicht zum Pflichtstoff für angehende Theaterleute geworden ist.“
Feiler bekam noch die Druckfahnen, erlebte aber die Veröffentlichung des Buches nicht mehr. Er starb am 11. Dezember 1973 und ist auf dem Friedhof Bogenhausen in München begraben.

## Werke
1939 fand die Uraufführung seiner Komödie Die sechste Frau in Düsseldorf statt, 1940 die seines Lustspiels Kleopatra II (nach Cesare Meano) in Berlin.

### Die sechste Frau– eine abgesetzte Hitler-Persiflage
Die sechste Frau war eine Komödie um Heinrich VIII., eine geschickt getarnte, verschlüsselte Hitler–Persiflage mit Rede vor Scheinparlament, Folterszene usw. Walter Kiaulehn spricht davon in Berlin–Schicksal einer Weltstadt als vom einzigen Widerstandsstück gegen den Nationalsozialismus. Die sechste Frau wurde mit großem Erfolg in Düsseldorf, Hamburg, Prag, Wien und Berlin gespielt, von einem Teil des Publikums wohl als eine offene Verhöhnung Hitlers erkannt. Im Programmheft in Wien und Berlin waren z. B. unter anderen Gedanken von Feiler über das Komödienschreiben zu lesen:
- Komödienschreiber sind tapfere Dompteure: nur mit einem Lächeln bewaffnet spielen sie mit Bestien.
- Man schreibt Komödien, um der Tragik in den Rachen zu greifen, nicht um ihr aus dem Weg zu gehen.
- Im Drama wird man von den Problemen überwältigt, in der Komödie spielt man mit ihnen.

Alle Aufführungen waren ausverkauft, bis das Stück im März 1941 schließlich endgültig von Joseph Goebbels verboten und abgesetzt wurde: Erich Kästner nahm an, dass der Einfluss Ribbentrops maßgeblich gewesen sei und notierte in seinem Tagebuch im Februar 1941: Feilers Sechste Frau musste abgesetzt werden, auf Betreiben Ribbentrops. Nur bis zur Aufführung des Ersatzstücks dürfte es, in zahnloser Form, noch gespielt werden.
Goebbels schreibt dazu in seinem Tagebuch mit Eintragungen vom 9. und 11. März 1941:
„Ich lasse das Stück Die sechste Frau von Feiler absetzen. Es stiftet nur Unfrieden und ist eine Augen- und Ohrenweide für Staatsfeinde.“ Und: „Es wird wieder viel über Feilers 'sechste Frau' geklagt. Am Samstag ist der Spuk zu Ende.“
Es folgte eine Vorladung beim Ressort für gegnerische Weltanschauung des Propaganda-Ministeriums. Dem Theaterdirektor der „Kleinen Komödie“ in Berlin Hanns Horak wurde seine Bühne genommen. Auch die Verfilmung des Stückes wurde verboten und dem Verleger aufgetragen, nicht zu sagen, woher das Verbot kam. Auch Kleopatra II war von da an unerwünscht und die Drehbücher bei den Filmfirmen wurden von der Zensur abgelehnt.

### Erfolge nach 1945
Die sechste Frau und Kleopatra II wurden dann auch nach dem Krieg wieder mit großem Erfolg gespielt. In München z. B. eröffnete Gerhard Metzner 1946 die Kleine Komödie am Max II mit Kleopatra II (über 100 Aufführungen). 1949 inszenierte Axel von Ambesser Die sechste Frau an den Kammerspielen.
1960 fand die Uraufführung seiner Komödie Mandragola (nach Niccolò Machiavelli) in Zürich statt, im Jahr 1965 Mutmaßungen über Salome und eine Neubearbeitung von Kleopatra II.

## Uraufführungen
- Die sechste Frau, Düsseldorf 1939, Dietzmann Verlag
- Kleopatra II, Berlin 1940, Steyer Verlag
- Mandragola nach Niccolò Machiavelli, Zürich 1960, Steyer Verlag
- gemeinsam mit Bernhard Thieme und Bert Grund: Die Klassische Witwe und Die Frau von heute (zwei Einakter zu Musik von Jacques Offenbach), Köln 1969
- Boris Jojic: Die sechste Frau als Musical, Libretto von Bernard Thieme nach Max Christian Feiler, Prag 1968

## Buch
- Die Logik des Theaters, Bruckmann Verlag 1974, ISBN 3765415650